# Edoardo Affini

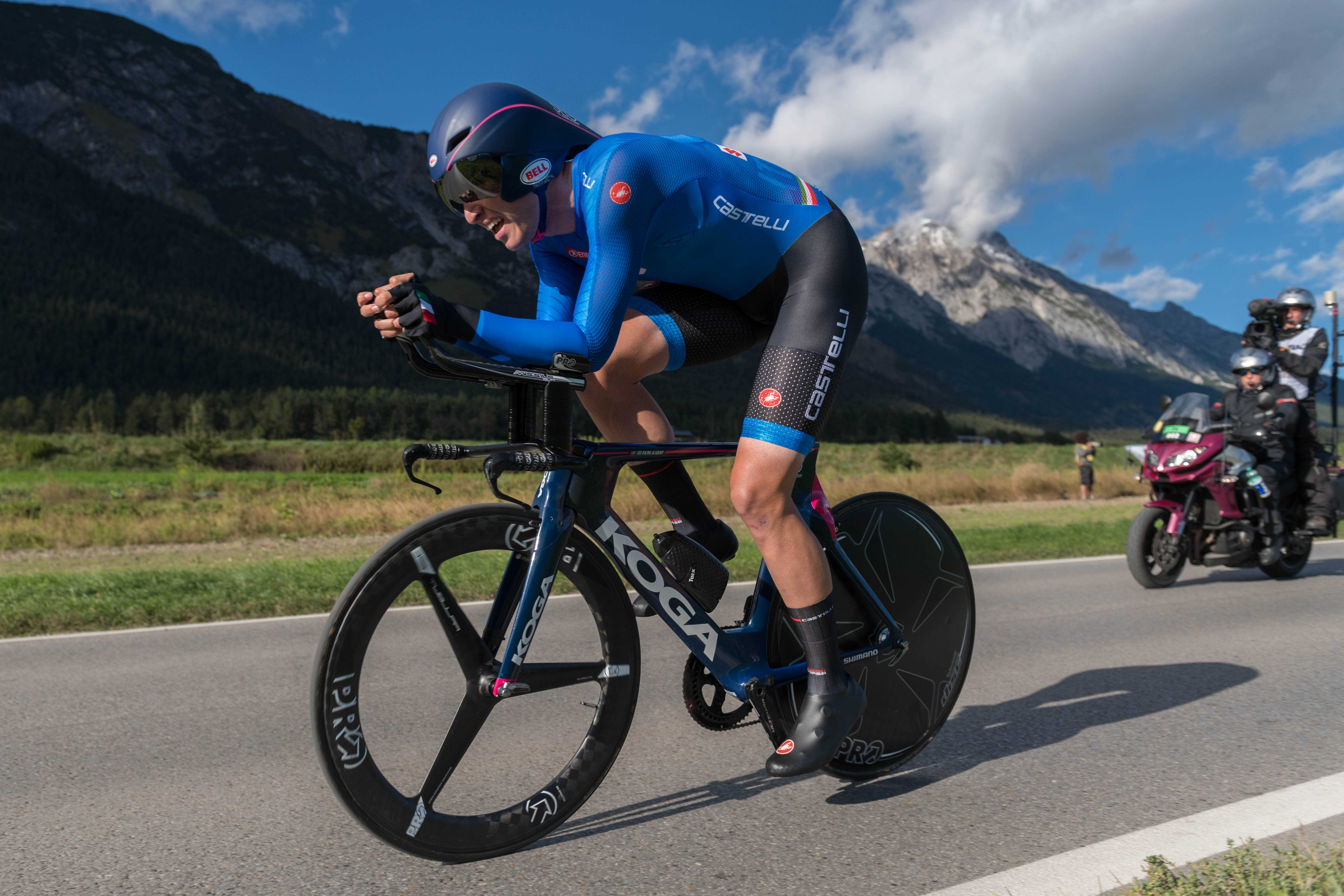
Affini im Zeitfahren der U23 bei der WM 2018

Edoardo Affini (* 24. Juni 1996 in Mantua) ist ein italienischer Radrennfahrer.

## Sportlicher Werdegang
2014 wurde Edoardo Affini, dessen Großvater und Vater ebenfalls Radsportler waren, Junioren-Europameister im Einzelzeitfahren, im selben Jahr gewann er die Junioren-Rennen Trofeo Buffoni und Trofeo San Rocco. Bei den Straßen-Weltmeisterschaften belegte er Platz vier im Straßenrennen der Junioren, bei den Europameisterschaften 2015 Rang fünf im Einzelzeitfahren der U23. 2017 wurde er Vierter des Zeitfahrens bei den Straßeneuropameisterschaften. 2018 wurde Affini U23-Europameister im Einzelzeitfahren, gewann das Zeitfahren bei den Mittelmeerspielen und entschied den Prolog des Giro Ciclistico d’Italia für sich. Zudem wurde er zweifacher italienischer U23-Meister in Straßenrennen und Einzelzeitfahren. Als ausgesprochener Zeitfahrer bezeichnet er Fabian Cancellara als sein Idol.
2019 erhielt Affini einen Vertrag beim Team Mitchelton-Scott. Im selben Jahr errang er bei den Europameisterschaften jeweils Bronze im Einzelzeitfahren und in der Mixed-Staffel. Er gewann Etappen der Tour of Norway, der Tour of Britain und des Mannschaftswettbewerbs Hammer Limburg. Die Saison 2020 begann er mit einem Etappensieg bei der Czech Cycling Tour. Bei den Europameisterschaften wurde er Fünfter im Zeitfahren. Von seinem Team wurde er erstmals für die Teilnahme am Giro d’Italia 2020 nominiert, den er aber nicht beenden konnte. Bei den Europameisterschaften 2020 errang er mit dem italienischen Team Bronze in der Mixed-Staffel. Bei der Vuelta a España 2022 konnte Affini nach der dritten Etappe in Breda das rote Trikot des Führenden in der Gesamtwertung für einen Tag und den nachfolgenden Ruhetag übernehmen. Nach der vierten Etappe übergab er das rote Trikot an den Tagessieger, seinen Mannschaftskameraden Primož Roglič.
Mit seiner Mannschaft Jumbo-Visma bestritt Affini 2022 sowie 2023 erfolgreich mehrere Mannschaftszeitfahren bei Rundfahrten. Mit dem italienischen Nationalteam (Mattia Cattaneo, Elena Cecchini, Vittoria Guazzini, Matteo Sobrero und Soraya Paladin) wiederum belegte er bei den  Straßen-Europameisterschaften Platz zwei in der Mixed-Staffel.

## Ehrungen
2014 wurde Edoardo Affini mit dem Preis Oscar TuttoBici für Junioren ausgezeichnet, 2019 mit dem Premio Coraggio e Avanti der Amici del Ciclismo La Famiglia im Convento e chiesa di Santa Lucia alla Castellina ausgezeichnet, Sitz des „Centro Spirituale del Ciclismo“.

## Berufliches
Affini machte eine Ausbildung zum Vermessungsingenieur.

## Erfolge
2014

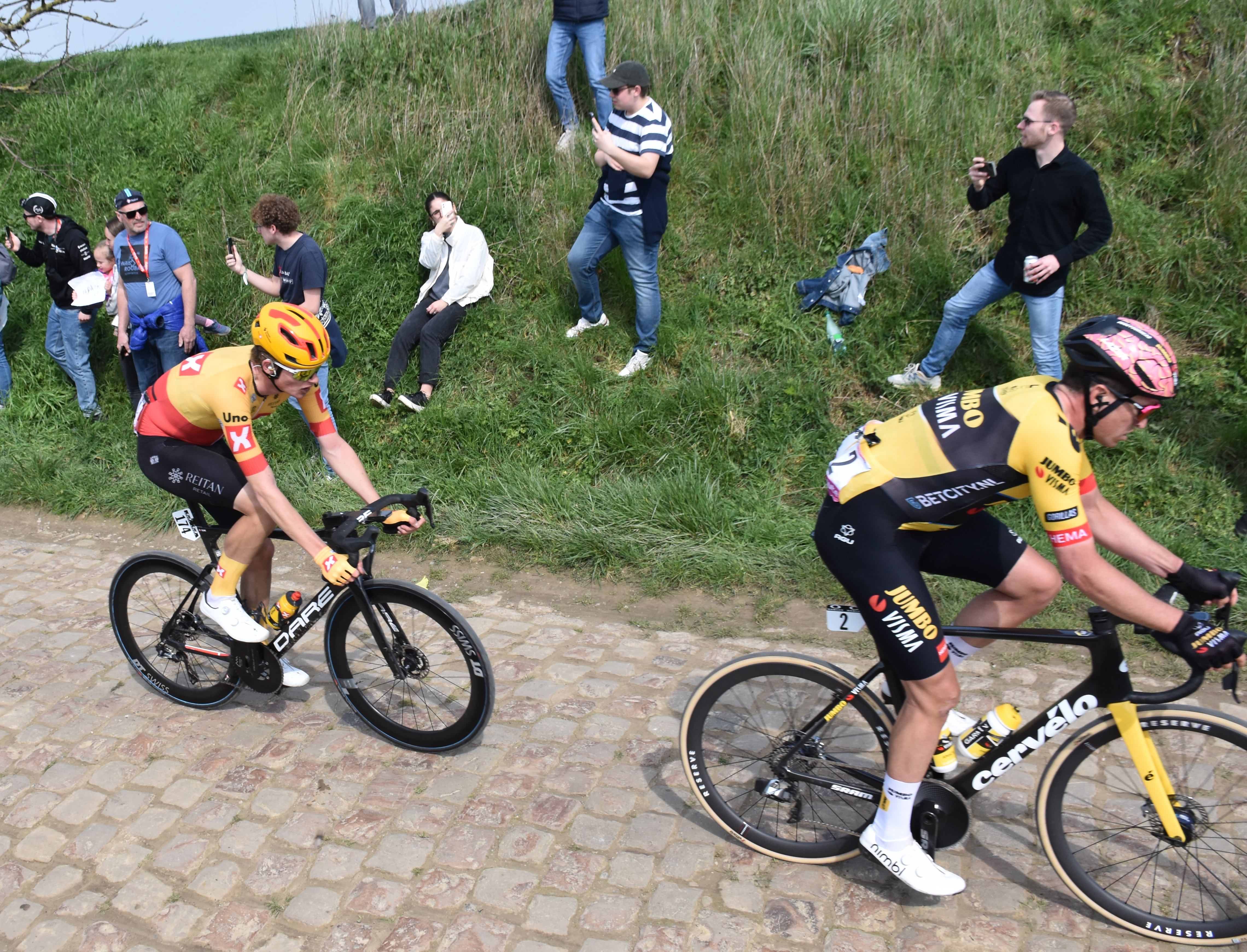
Paris-Roubaix 2023 - Pavé de Quiévy à Saint-Python - N° 2 Edouardo Affini.

- Junioren-Europameister – Einzelzeitfahren
- Trofeo Buffoni (Junioren)
- Trofeo San Rocco (Junioren)

2018
- U23-Europameister – Einzelzeitfahren
- Mittelmeerspiele – Einzelzeitfahren
- Prolog Giro Ciclistico d’Italia
- Italienischer U23-Meister – Straßenrennen, Einzelzeitfahren

2019
- Europameisterschaft – Einzelzeitfahren, Mixed-Staffel
- eine Etappe Tour of Norway
- Hammer Chase Hammer Limburg
- eine Etappe Tour of Britain

2020
- Mannschaftszeitfahren Czech Cycling Tour
- Europameisterschaft – Mixed-Staffel

2021
- Weltmeisterschaft – Mixed-Staffel

2022
- eine Etappe Vuelta a España (Mannschaftszeitfahren)

2023
- Europameisterschaft – Mixed-Staffel
- eine Etappe Vuelta a Burgos (Mannschaftszeitfahren)
- eine Etappe Paris–Nizza (Mannschaftszeitfahren)

2024

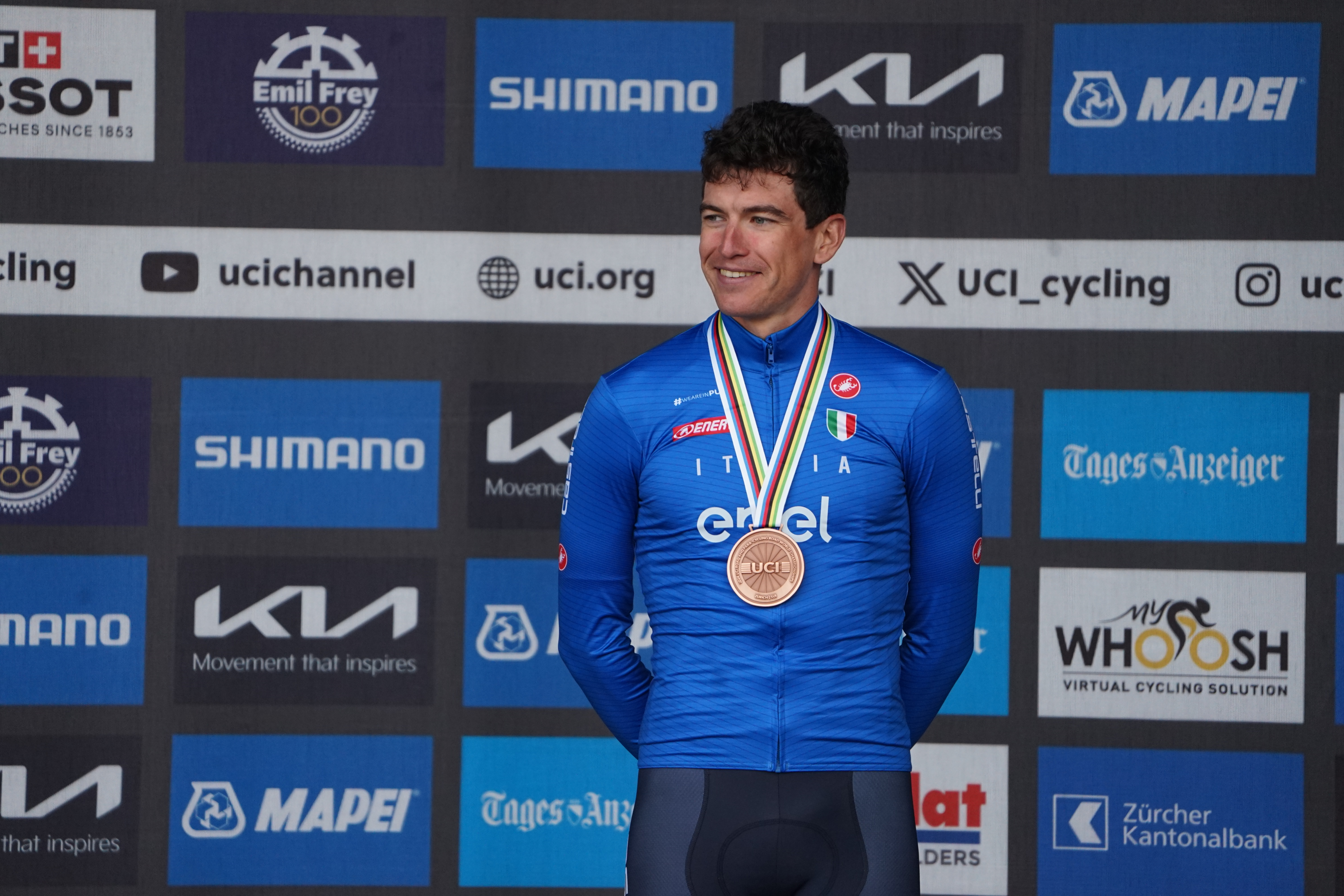
Bronzemedaillengewinner an der WM 2024 im Zeitfahren

- Straßenradsport-Europameisterschaften (Einzelzeitfahren)
- Straßenradsport-Europameisterschaften (Mixed-Staffel Elite)
- Straßenradsport-Weltmeisterschaften (Einzelzeitfahren)

## Grand Tour-Platzierungen
| Grand Tour            | 2020 | 2021 | 2022 | 2023 | 2024 | 2025 |
| --------------------- | ---- | ---- | ---- | ---- | ---- | ---- |
| Giro d’ItaliaGiro     | DNF  | 113  | 97   | 94   | 130  | –    |
| Tour de FranceTour    | –    | –    | –    | –    | –    | 118  |
| Vuelta a EspañaVuelta | –    | –    | DNF  | –    | 119  |      |